# ザ・ファントムギフト
ザ・ファントムギフト（1984年 結成 - 1989年 活動停止 / 2003年 再結成 / 2024年 活動休止）は、日本のニュー・ウェイヴ系ロックバンド。1980年代の「ネオGS」ムーブメントの中心的存在として知られる。

## 略歴・概要
1984年（昭和59年）、結成。当時はザ・ダイナマイツの『トンネル天国』（1967年）、日本の60's GSおよび欧米の『60's サイケ/ガレージ・パンク』の埋もれた曲などをレパートリーとしたGS&ガレージ・パンクのカヴァーバンドであった。自主制作盤として、1985年（昭和60年）に『ジェニーは嘘つき』、1986年（昭和61年）に『夜空に消えたシンデレラ』をPLAYMATE RECORDSからそれぞれリリースした。
1987年（昭和62年）3月10日、自主制作サード・シングル(EP)『魔法のタンバリン』を高護率いるソリッドレコードからリリース、同年秋に、ミディからアルバム『ザ・ファントムギフトの世界』が発売され、メジャー・デビューを果たす。同年、小西康陽と共同アレンジしたシングル『ハートにOK! / 太陽とベロニカ』が発売されるが、レコーディングされた2ndアルバム『ザ・ファントムギフトの奇跡』は発売が見送られ、メジャーからのリリースはこの1枚のみとなった。
1988年（昭和63年）6月25日、ソリッドレコードから発売されたコンピレーション・アルバム『ソリッドレコード夢のアルバム』に参加、ドラムスのチャーリー森田が新曲『ドゥビ・ドゥビ』を書き下ろし、泉アキをリードボーカルに迎え、編曲、演奏、コーラスを同バンドが行った。
1989年（平成元年）、ピンキー青木の脱退とともに活動を停止した。
1993年（平成5年）10月21日、ミディが1stアルバム『ザ・ファントムギフトの世界』をCD再発売する。
2003年（平成15年）11月15日、幻の2ndアルバム『ザ・ファントムギフトの奇跡』に未発表レア・トラックを収録した同名のアルバムがソリッドレコードから発売され、同年12月13日、再結成ライヴを行った。
『魔法のタンバリン』は、1995年（平成7年）にサリー久保田率いるLes 5-4-3-2-1が、2007年（平成19年）にはおなじくサリー・ソウル・シチューが中島優美（GO!GO!7188）をリードボーカルに迎えてカヴァーしている。後者が収録されたアルバム『宇宙でランデヴー』では、『ハートにOK!』も平山みきをリードボーカルに迎えてカヴァーした。またデビュー・シングル『ジェニーは嘘つき(Jenny The Deceiver)』は2000年（平成20年）、ピンキー青木率いるLA MONSTER VIOLENTAによってセルフ・カヴァーされオーストラリアで7インチEPアナログ盤としてリリース、2007年リリースのピンキー青木名義のソロ・アルバム『Unknown Goldmine(Psych up records PSY6901 CD)』にも収録された。
2022年（令和4年）12月21日、「一色萌とザ・ファントムギフト」名義で「ハートにROCK!」をリリース。ナポレオン山岸、サリー久保田、チャーリー森田が演奏に参加しており、ザ・ファントムギフト名義では35年ぶりのレコーディングとなった。
2024年（令和6年）、オリジナルメンバーのピンキー青木が死去。同年、サリー久保田が脱退を決め、バンドは休止となった。

## ディスコグラフィ

### シングル
1. ジェニーは嘘つき / ベラドンナの伝説 1985年発売 （PLAYMATE RECORDS）
2. 夜空に消えたシンデレラ / トンネル天国 1986年発売 （PLAYMATE RECORDS）
3. 魔法のタンバリン 1987年3月10日発売 （ソリッドレコード）
  - 『魔法のタンバリン』『リバノールの季節』 / 『海と女の子』『離したくない』
4. ハートにOK! / 太陽とベロニカ 1987年発売 （ミディ） - メジャーデビュー・シングル

### アルバム
1. ザ・ファントムギフトの世界 1987年発売 （ミディ） - 1993年10月21日、CD再発売 （MIDI）
2. ザ・ファントムギフトの奇跡 2003年11月15日発売 （ソリッドレコード） - 幻の2ndシングル音源を含むレア・トラック集

### コンピレーション・アルバム
1. ソリッドレコード夢のアルバム 1988年6月25日発売 （ソリッドレコード） - CDアルバム
  - 泉アキ WITH ザ・ファントムギフト『ドゥビ・ドゥビ』

## 関連事項
- ヒッピーヒッピー・シェイクス
- ザ・コレクターズ
- ザ・ストライクス
- ワウワウ・ヒッピーズ
- レッド・カーテン
- マディ・ランプス
- グループ・サウンズ
- 週刊FM - 1987年夏頃に特集記事が組まれた事が有る。